# Lionel Ray

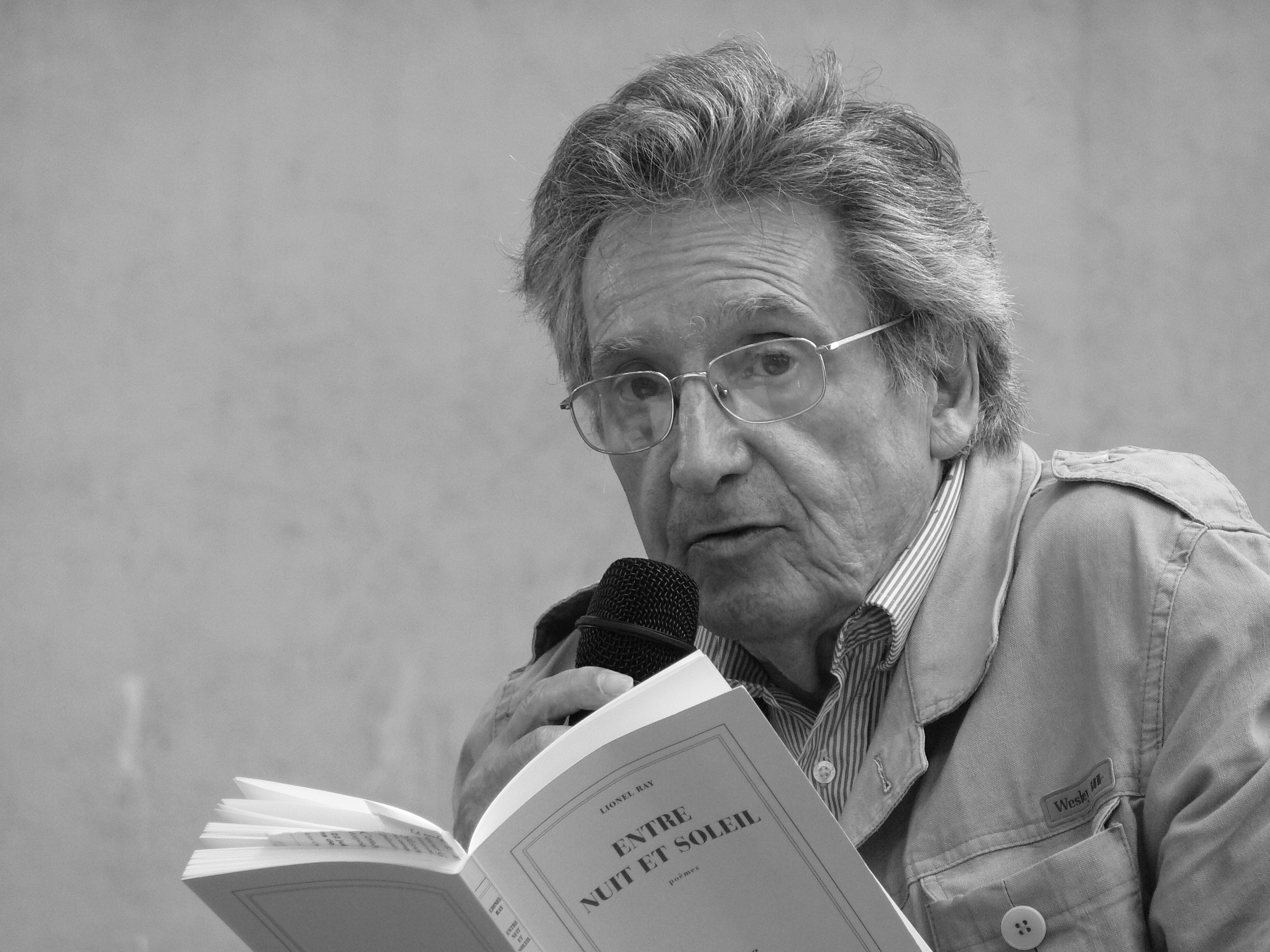
Lionel Ray (2010)

Lionel Ray (* 19. Januar 1935 in Mantes-la-Ville) ist ein französischer Romanist und Dichter.

## Leben und Werk
Robert Lorho, Sohn eines Bretonen und einer Belgierin, bestand die Agrégation im Fach Lettres modernes und unterrichtete im Lycée Chaptal in Paris. Er veröffentlichte ab 1956 drei Gedichtbände in einer herkömmlichen Dichtungssprache. 1971 nahm er das Pseudonym Lionel Ray an und schrieb bis 1978 radikal avantgardistisch, um dann wieder einen konventionelleren Stil zu pflegen. Für seine zahlreichen Publikationen, von denen fast nichts ins Deutsche übersetzt ist, erhielt er viele Preise, darunter den Prix Guillaume Apollinaire (1965), den Prix Mallarmé (1981), den Prix Antonin-Artaud (1991), den Prix Goncourt für Dichtung (1995) und den Grand Prix de Poésie der Société des Gens de Lettres (SGDL) (2001).
Ray trat auch als Literaturwissenschaftler hervor (mit Büchern über Charles Le Quintrec, Arthur Rimbaud und Louis Aragon).
Lionel Ray war acht Jahre mit der 37 Jahre jüngeren Shumona Sinha verheiratet.

## Werke

### Gedichte (soweit auf Deutsch erschienen)
- Eugen Helmlé (Hrsg. und Übersetzer): Résonances. Französische Lyrik seit 1960. Kirchheim, München 1989, S. 162–171. (zweisprachige Ausgabe)

### Romanistik
- Charles le Quintrec. Seghers, Paris 1971. (unter dem Namen Robert Lorho)
- Arthur Rimbaud. Seghers, Paris 1976, 2001.
- Aragon. Seghers, Paris 2002.

### Handbuchliteratur
- Jean-Michel Maulpoix: Histoire de la littérature française. XXe. 1950/1990. Hatier, Paris 1991, S. 389–390.
- Benoît Conort: RAY, Lionel. In: Jean-Pierre de Beaumarchais, Daniel Couty und Alain Rey (Hrsg.): Dictionnaire des littératures de langue française. Auteurs. Ausgabe in 3 Bänden. Bordas, Paris 1984, S. 1876.